# 行草 (現代舞)
行草（Cursive），是台灣當代編舞家林懷民所創立的雲門舞集的「行草三部曲」系列的第一個作品，於2001年12月1日於台北國家戲劇院首次公開演出。在2006年，被評選為歐洲年度最佳舞作。

## 簡介

編舞家林懷民舞作《行草》。舞者為周章佞（2001)。

「行草三部曲」系列作品由林懷民編舞，林懷民自身著墨書法二十餘年, 他認為書法為一切藝術的根基。而「行草三部曲」系列作品的構想源自於中國的書法藝術，其中第一個作品「行草」的靈感來自東晉著名的女書法家衛夫人所作的「筆陣圖」，而編舞的舞蹈動作素材起源於書法藝術的筆觸：點、橫、豎、勾、折、撇、捺，按各自的運筆走勢，在觀眾面前，以中國武術運氣為內涵，透過現代舞的舞姿及肢體動作去呈現書法藝術運筆的氣勢，以及字體曲線流動之間的美感。

### 編舞
取材傳統書法藝術，整個「行草」的編舞融入了中國太極導引，內家拳等武術肢體藝術的動作，將歷代名家王羲之，顏真卿，蘇東坡，懷素，張旭等的書法，用舞姿動作來體現名家字裡行間揮灑書寫時運氣的留痕及墨意。「行草」以王羲之的永字八法揭䦕序幕，雲門舞者舞出中國書法中的字體，像是歷代名家直接在觀眾面前運筆書寫書法。讓有著千年文化的中國字體，透過舞者的現代舞姿，將中國書法的氣勢，及漢民族的獨有文化的氣韻直接完整呈現在舞台上。

### 舞台
在舞台運用上，以巨大的尺寸投影背幕，創造出中國傳統卷軸似的景觀。舞者身著素色玄衣， 或黑色絲綢長袖衣袍，有如紙上的墨跡在白色舞台上起舞。

### 配樂
由瞿小松特別為「行草」作曲，在其創作音樂的配樂中以大提琴與打擊樂器為主。

## 行草設計人員
- 燈光設計：張贊桃
- 服裝設計：林璟如
- 舞台及映像：林克華[6]

## 外部鏈結
- 雲門官方網站 （页面存档备份，存于）
- 雲門官方臉書 （页面存档备份，存于）
- 雲門《行草》宣傳照片[]
- 雲門《行草》宣傳海報[]
- 雲門《行草》宣傳節目單[]